# Netzwerk Geschichtsvereine
Das Netzwerk Geschichtsvereine ist ein trinationaler Verbund von Geschichtsvereinen am Oberrhein. Zur genaueren geographischen Abgrenzung wird auch der Begriff Netzwerk oberrheinischer Geschichtsvereine oder Drei-Länder-Netzwerk Geschichtsvereine verwendet.  Das Netzwerk steht allen Geschichtsvereinen am Oberrhein offen. Die Mitglieder kommen aus Deutschland, Frankreich und der Schweiz.

## Anfänge des Netzwerks
Über 10.000 Menschen sind am südlichen Oberrhein in Geschichtsvereinen organisiert. Sie engagieren sich ehrenamtlich für die Aufarbeitung von Orts- und Regionalgeschichte. Es existieren über 200 Vereine im Elsass, in Baden, der Nordwestschweiz und der Pfalz. Das Wissen um die Existenz anderer Vereine und ihrer thematischen Arbeit war gering. Die Zusammenarbeit von Geschichtsvereinen begann 2003 bei einer Tagung im Dreiländermuseum (damals Museum am Burghof) auf Initiative seines Museumsleiters Markus Moehring. Der Museumsverein Lörrach (D), die Société d’Histoire de Mulhouse (F) und die Gesellschaft für Regionale Kulturgeschichte Baselland (CH) gründeten das Netzwerk „Regionale Kulturgeschichte“. Die ursprüngliche Idee entstand bei der Eröffnung der Dreiländerausstellung (damals noch ExpoTriRhena genannt), der damals neu eingerichteten Dauerausstellung des Dreiländermuseums (damals noch Museum am Burghof), die sich in deutscher und französischer Sprache mit der Geschichte und Gegenwart von Baden, dem Elsass und der Nordwestschweiz befasst. Es folgten weitere Treffen 2005 in Liestal (Schweiz) und 2008 in Oberrotweil (Deutschland) bzw. Marckolsheim (Frankreich). Gegenstand der Treffen waren inhaltliches Programm und fortlaufende Zusammenarbeit. Das Dreiländermuseum erstellte in unregelmäßigen Abständen einen Newsletter für die teilnehmenden Geschichtsvereine.

## Gründung des Netzwerks
Die über Jahre gewachsene regionale Zusammenarbeit wurde Vorbild für ein Netzwerk mit Organisationsstrukturen. Um das Wissen, das Tausende von Aktiven in den Geschichtsvereinen für grenzüberschreitende Forschung, Aufarbeitung und Vermittlung oberrheinischer Geschichte einbringen, zu nutzen, zu bündeln und allen zugänglich zu machen, wurde im Rahmen des INTERREG-Projektes „Dreiländermuseum – trinationales Netzwerk für Geschichte und Kultur“ das Netzwerk Geschichtsvereine 2012 gegründet. Für den Ausbau des Netzwerkes gewann das Dreiländermuseum jeweils einen großen Geschichtsverein pro Land Partner des INTERREG-Projektes:
- Elsass: Sociétés d’Histoire et d’Archéologie d’Alsace
- Nordwestschweiz: Gesellschaft für Regionale Kulturgeschichte Baselland
- Baden:Landesverein Badische Heimat
- Pfalz: Historischer Verein der Pfalz

Die Gründungsversammlung fand am 16. Juni 2012 in Lucelle (Dep. Haut-Rhin, Frankreich) statt. Dort trafen sich 56 Delegierte von Geschichtsvereinen aus dem Elsass, Baden, Nordwestschweiz und der Pfalz zu einer eintägigen Konferenz. Auf Beschluss der Gründungsmitglieder wurde das Netzwerk Geschichtsvereine auf das gesamte Mandatsgebiet der Oberrheinkonferenz ausgedehnt:
- Frankreich: Départements Bas-Rhin und Haut-Rhin
- Deutschland: für Baden-Württemberg das Gebiet des Verbands Region Karlsruhe und des Verbands Region Südlicher Oberrhein und Landkreis Lörrach; für Rheinland-Pfalz das Gebiet der Region der damaligen Südpfalz
- Schweiz: die Kantone Basel-Stadt und Basel-Landschaft

Es erhält auf Beschluss der Gründungsversammlung offizielle und auf Dauer angelegte Strukturen.

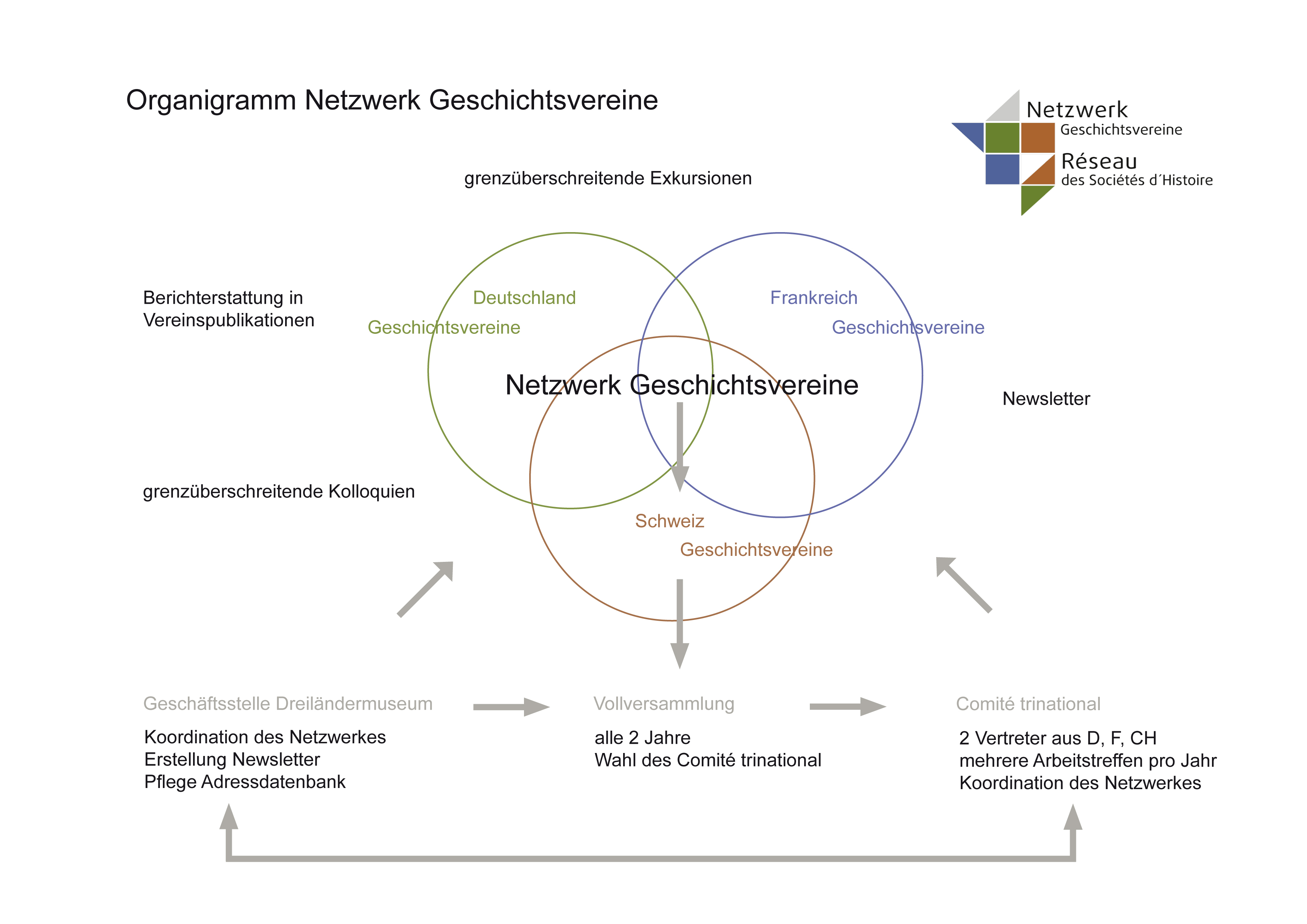
Organigramm Netzwerk Geschichtsvereine

## Organisationsstruktur
Um die Kommunikation zwischen den Geschichtsvereinen zu sichern, erhielt das Netzwerk 2012 eine ständige Geschäftsstelle im Dreiländermuseum Lörrach. Die Aufgaben der Geschäftsstelle sind Pflege der Website des Netzwerkes, Pflege der Adressdatenbank und Erstellen der Newsletter in deutscher und französischer Sprache alle 4 Monate. Alle 2 Jahre findet eine Vollversammlung für die Mitglieder an wechselnden Orten statt. Die Vollversammlungen bieten den Mitgliedern ein Programm mit historischen Fachvorträgen und Exkursionen. Gleichzeitig ist es ein Forum, um gemeinsame Projekte anzustoßen, Schwerpunkte der Zusammenarbeit festzulegen und die Ausrichtung des Netzwerkes zu bestimmen. Die Vollversammlung wählt das Comité trinational. Es setzt sich aus je einem Vertreter und Stellvertreter pro Mitgliedsland zusammen. Das Comité trinational trifft sich zu mehreren Arbeitssitzungen im Jahr und koordiniert mit der Geschäftsstelle die grenzüberschreitende Zusammenarbeit des Netzwerkes. Alle Mitglieder des Netzwerkes arbeiten ehrenamtlich.

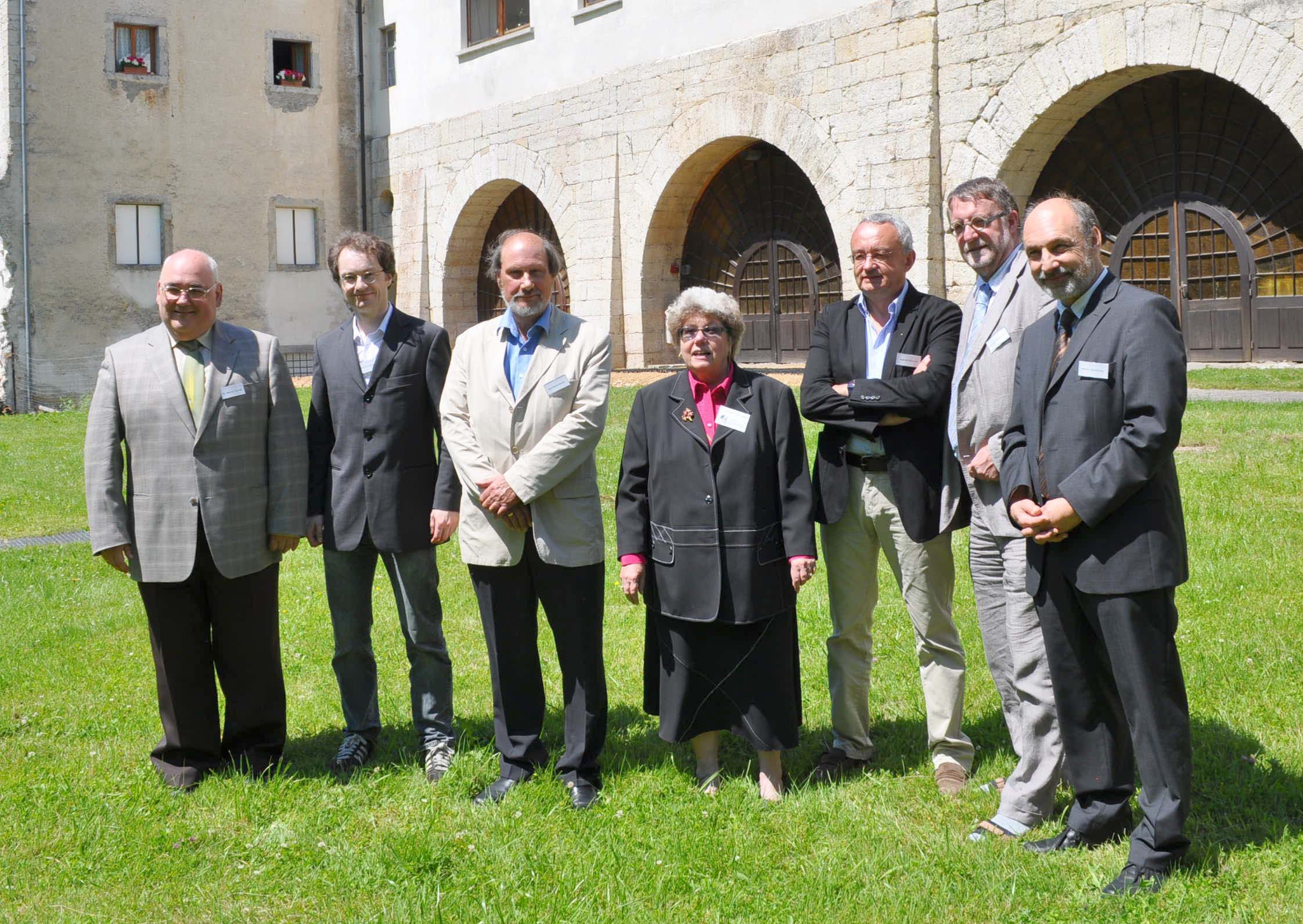
Comité trinational 2012–2014 des Netzwerks Geschichtsvereine

## Comité trinational
Dem Comité trinational gehören folgende Ansprechpartner an:
Für Frankreich:
- Francis Lichtlé, Société d' Histoire d'Ammerschwihr
- Vertretung: Gabriel Braeuner,  Amis de la Bibliothèque Humaniste de Sélestat (F)

Für Deutschland:
- R. Johanna Regnath, Alemannische Institut Freiburg i. Br. e.V.
- Vertretung: Werner Transier, Historischer Verein der Pfalz

Für die Schweiz:
- Dominik Wunderlin, Gesellschaft für Regionale Kulturgeschichte Baselland
- Vertretung: André Salvisberg,  Historische und Antiquarische Gesellschaft / Verein Basler Geschichte (CH)

## Ziel
Ziel des Netzwerkes ist es, das große Potenzial an Wissen, das innerhalb der Geschichtsvereine um die komplexe historisch gewachsene Identität der Menschen am Oberrhein vorhanden ist, zusammenzuführen und auszutauschen. Durch grenzüberschreitende Begegnungen soll die regionale Zusammenarbeit verstärkt und die Vereine miteinander vernetzt werden. Außerdem gibt es Verbindungen zum zweiten oberrheinweiten Netzwerk, dem Netzwerk Museen, das ebenfalls vom Dreiländermuseum Lörrach aus organisiert wird. So sollen die Geschichtsvereine auch mit Museen am Oberrhein grenzüberschreitend zusammengebracht werden. Das Netzwerk ist bestrebt, Synergien zu mobilisieren und für alle nutzbar zu machen. Das ideelle Ziel des Netzwerkes besteht darin, dass Grenzen und Barrieren zwischen den Menschen am Oberrhein abgebaut und überwunden werden. Dazu will das Netzwerk der Geschichtsvereine am Oberrhein seinen Beitrag leisten.

## Mitglieder
Insgesamt sind im Netzwerk derzeit 426 Mitglieder in der Datenbank registriert: Davon sind 169 Mitglieder aus Frankreich, 165 Mitglieder aus Deutschland und 92 Mitglieder aus der Schweiz.